# Loch Resort
Loch Resort, auch Loch Reasort oder Loch Resart, ist eine Meeresbucht der schottischen Hebrideninsel Lewis and Harris.

## Geographie
An der Insel Fladday an der nördlichen Einfahrt des Sound of Scarp beginnend, schneidet sich Loch Resort weitgehend geradlinig in ostnordöstlicher Richtung in die Landmasse der Doppelinsel Lewis and Harris ein. Je nach Definition des Beginns ist Loch Resort insgesamt zwischen neun und elf Kilometer lang. An seiner Einfahrt ist Loch Resort rund drei Kilometer weit und verjüngt sich dann sukzessive. Entlang seiner Ufer ziehen sich felsige Hügel und Heidelandschaften. Am Kopf der Bucht münden verschiedene Bäche, darunter der Housay, ein.
Die Bucht liegt isoliert an der Westküste der Doppelinsel. Ihre Ufer sind unbesiedelt und nicht durch Straßen erreichbar. Der Weiler Hushinish am Sound of Scarp ist die nächstgelegene Siedlung. Mit Loch Tamanavay, Loch Tealasavay und Loch Cravadale besitzt Loch Resort drei kleinere Nebenbuchten.
Zusammen mit Loch Seaforth bildet Loch Resort einen Teil der Grenze zwischen den beiden Teilinseln von Lewis and Harris, wobei Lewis im Norden und Harris im Süden liegt. Historisch markierte dies die Grenze zwischen Ross-shire und Inverness-shire. Heute gehört die gesamte Doppelinsel zur Council Area Äußere Hebriden.